# هنري جي. مارش
هنري جي. مارش (بالإنجليزية: Henry G. Marsh)‏ هو سياسي أمريكي، ولد في 11 أكتوبر 1921 في نوكسفيل في الولايات المتحدة، وتوفي في 11 مايو 2011 في ساغيناو في الولايات المتحدة. حزبياً، نشط في الحزب الديمقراطي.